# La colla de la selva al rescat!
La colla de la selva al rescat! (originalment en francès, Les As de la jungle à la rescousse) és una sèrie de 2013 de ficció animada, creada per Jean-François Tosti, David Alaux i Éric Tosti, i produïdes per les empreses TAT Productions, Master Films i Seaworld Kids. Ha estat doblada al català i emesa al SX3.

## Sinopsi
La sèrie se centra en una colla d'animals que encarnen la justícia i l'esperança, i que sempre estan preparats per a l'aventura i situacions divertides.

## Personatges
- Maurice, un pingüí emperador valent que es pensa que és un tigre
- Junior, un tigre que és el fill adoptiu d'en Maurice
- Miguel, un goril·la blau i babau
- Batricia, un pteropòdid femella
- Gilbert, un tarser marró neuròtic
- Al, centrolènid taronja i petit
- Bob, un gripau gegant verd amb sobrepès
- Fred, un facoquer cantaire

## Univers cinematogràfic
La colla de la selva al rescat! és una sèrie integrada dins un univers cinematogràfic amb diverses sèries i pel·lícules que va començar el 2011 amb un migmetratge.

### Migmetratge:La colla de la selva al rescat!: El retorn al gel(2011)
La primera pel·lícula, anomenada La colla de la selva al rescat!: El retorn al gel, és un migmetratge de 55 minuts de durada, estrenat l'any 2011. Explica la creació de la colla i la seva primera aventura. El telefilm es va emetre el 31 de desembre de 2011 a France 3 i es va estrenar als cinemes el 10 d'abril de 2013. Va ser guardonada als Kidscreen Awards i va ser nominada als International Kids Emmy Awards.

### Primera sèrie:Les As de la jungle en direct(2011)
Aquesta sèrie consta de 26 episodis d'un minut i trenta segons cadascun i un episodi especial de 14 minuts. En aquesta sèrie, els diferents personatges gairebé no es coneixen. Un entrevistador filma el que està passant a la selva i fa preguntes als animals.

### Segona sèrie:La colla de la selva al rescat!(2013-actualitat)
En aquesta sèrie, la colla s'enfronta a noves aventures i també descobrirà els seus grans enemics. Va començar el 2013, amb una primera temporada de 52 episodis d'onze minuts cadascun. Durant aquesta temporada, el telefilm La colla de la selva al rescat!: El tresor del vell Jim es va emetre en quatre parts. Es va estrenar una segona temporada des de l'inici de 2016 a France 3. Es va emetre una tercera temporada de 52 episodis a partir del 4 d'abril de 2020 al canal Okoo. S'ha doblat al català per al canal SX3.

### Primer llargmetratge:The Jungle Bunch. La colla de la selva(2017)
Un llargmetratge d'animació 3D de 97 minutes titulat The Jungle Bunch. La colla de la Selva, encara en l'univers de la sèrie, es va estrenar el 26 de juliol de 2017 als cinemes francesos, adreçat a un públic familiar. Es va estrenar el 12 de gener de 2018 als cinemes catalans.

### Segon llargmetratge: Colla al rescat (2023)
Una seqüela de l'anterior film, titulat Colla al rescat, es va estrenar el 16 d'agost de 2023, amb Benoît Somville a la direcció i David Alaux, Éric Tosti i Jean-François Tosti en el guió.